# Корженко, Владимир Борисович
Владимир Борисович Корженко (8 марта 1961, Новосибирск — 4 мая 1981, Москва) — советский хоккеист, нападающий.

## Биография
Когда Корженко было девять лет, у него умерла мать, через семь лет скончался отец.
Воспитанник «Торпедо» Горький, играл за команду в розыгрыше Кубка СССР 1978/79. В сезонах 1979/80 — 1980/81 играл за СКА МВО. Победитель и лучший бомбардир (10 шайб) молодёжного чемпионата СССР 1980 года в составе ЦСКА. В сезоне 1980/81 сыграл за ЦСКА три матча в Кубке европейских чемпионов и один (5 ноября против «Сокола», 6:2) — в чемпионате СССР.
Считался перспективным игроком. На тренировке ЦСКА ударился головой о борт и сломал шейные позвонки. Через несколько дней, 4 мая 1981 года, скончался в госпитале из-за оторвавшегося тромба. Похоронен на Ваганьковском кладбище.